# ساروی، پنجاب
ساروی (به انگلیسی: Saroi) یک منطقهٔ مسکونی در پاکستان است که در ناحیه لاهور واقع شده‌است.